# Waschhaus (Arronville)

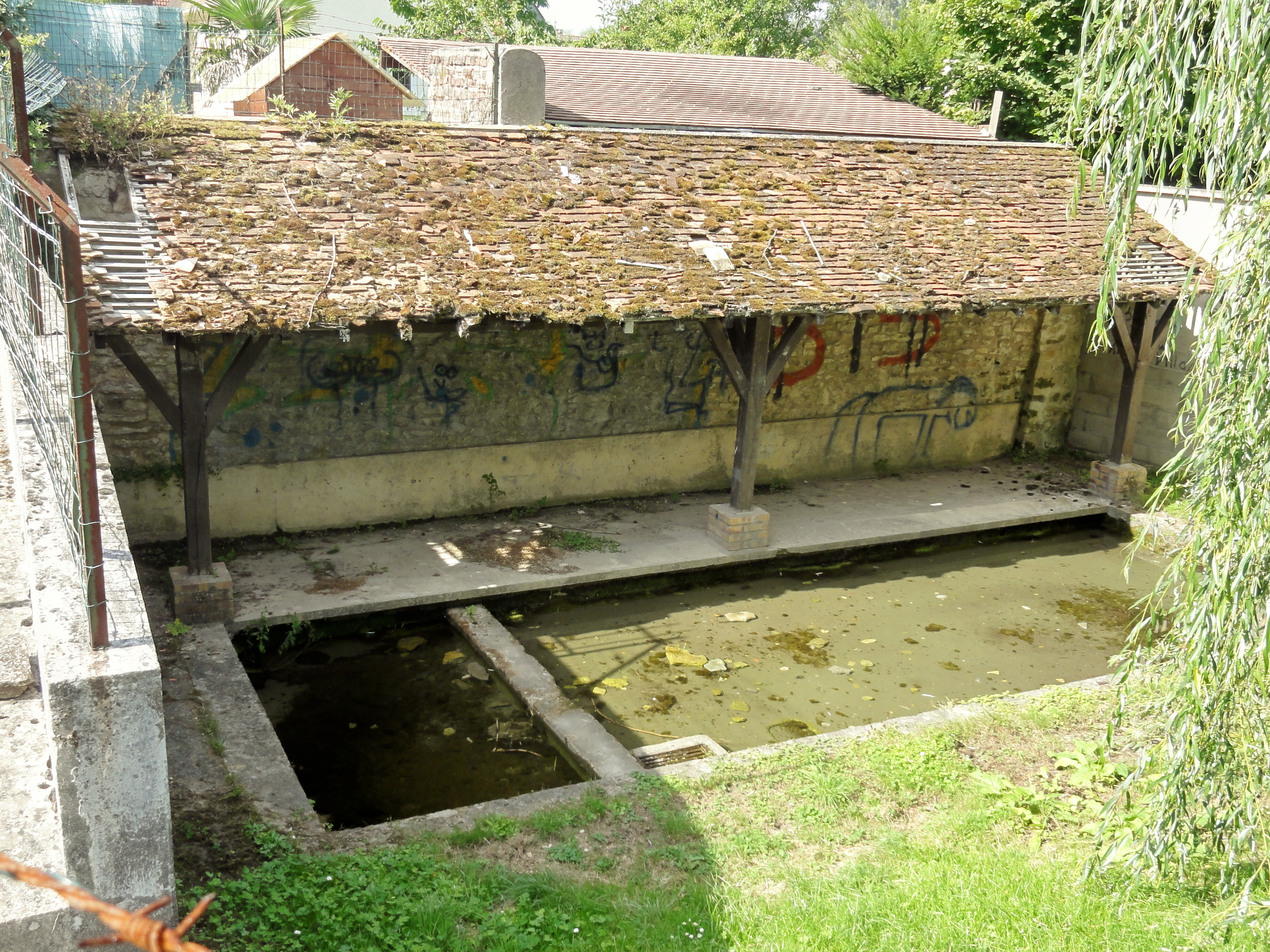
Waschhaus in Arronville (2013)

Das Waschhaus (französisch lavoir) in Arronville, einer französischen Gemeinde im Département Val-d’Oise in der Region Île-de-France, wurde im 19. Jahrhundert errichtet. Das Waschhaus steht an der Rue de Margicourt. 
Das öffentliche Waschhaus wird von einem Mühlkanal, der sein Wasser aus dem Fluss Sausseron erhält, gespeist. Das dreiseitig geschlossene Gebäude mit Pultdach schützte die Wäscherinnen, die in einem großen und einem kleinen Becken ihre Wäsche wuschen.